# Нгада (народ)
Нга́да (інші назви: нада, нгадха, баджава, рокка, роканці) — народ в Індонезії, на півдні центральної частини острова Флорес; в адміністративному плані це округ Нгада (індонез. Kabupaten Ngada) провінції Східна Нуса-Тенґара (адміністративний центр — Баджава).
Під назвою нгада часто об'єднують групу споріднених народів: нгада, ріунг, ронга, маунг, баджава, нагекео, мбай, раджонг, палуе. Фізично вони відрізняються від своїх західних сусідів — мангараїв. Якщо мангараї демонструють ознаки монголоїдної раси, то у нгада добре помітні меланезійські риси.

## Розселення, чисельність

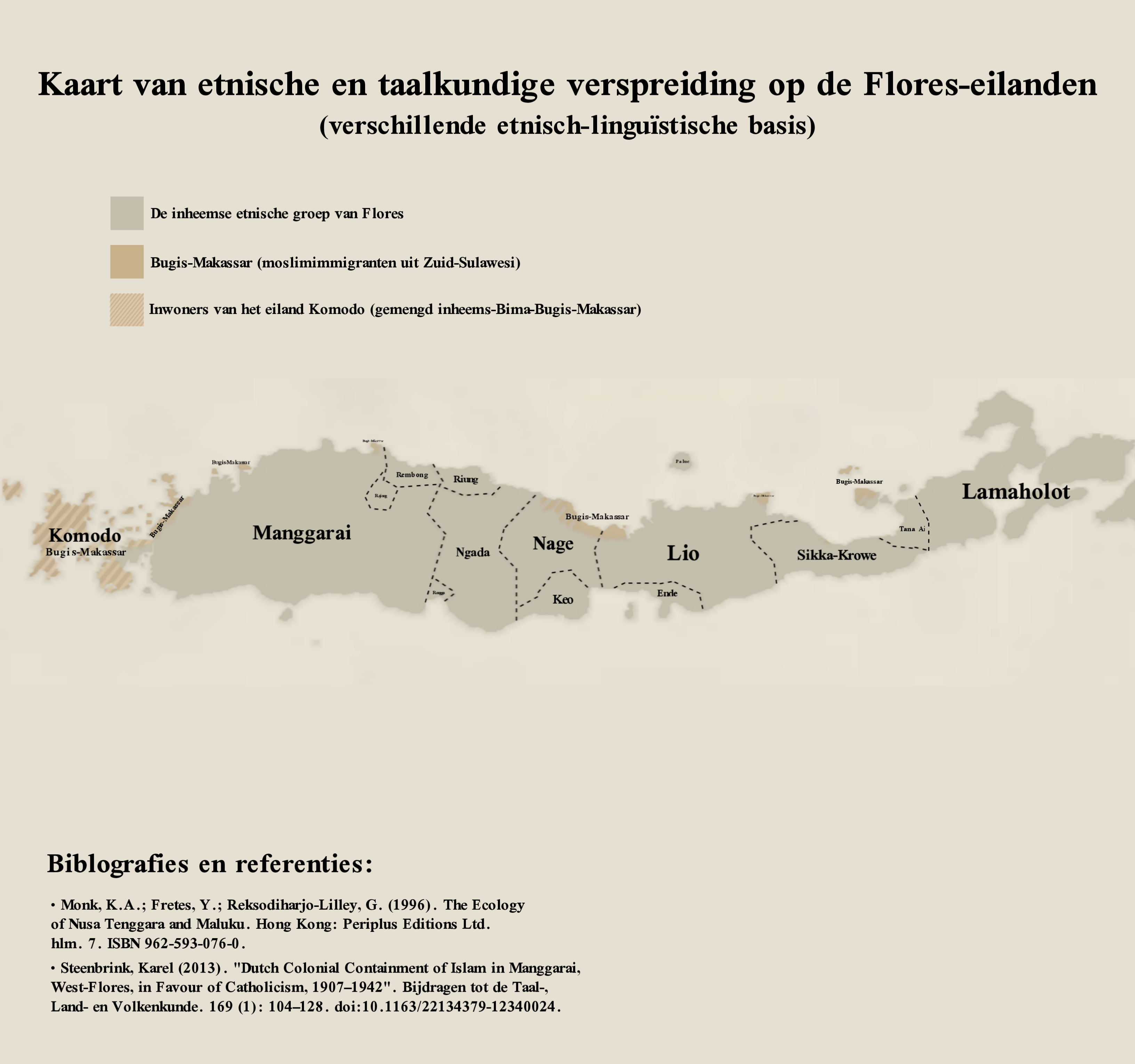
Мапа розселення народів острова Флорес

Округ Нгада розташований у центральній частині острова Флорес. Він відзначається різноманіттям рельєфу, на півдні переважають гори (висота найвищої вершини понад 2000 м), центральну частину займають пагорби, а на півночі розташовані великі низовини. Нгада живуть переважно в розташованих на півдні районах Баджава (індонез. Bajawa), Аймере (індонез. Aimere) і Голева (індонез. Golewa). Більшість живе в гірських районах, приблизно третина — на узбережжі.
Точних даних стосовно чисельності нгада немає. Чисельність нгада (разом зі спорідненими народами, що живуть в округах Нгада та Нагекео), за даними перепису населення 2010 року, оцінювалась у 274 870 осіб, якою серед них є частка власне нгада — невідомо. За даними проєкту Joshua Project, чисельність носіїв мови нгада 2024 року оцінювалась у 94 тис. осіб, ще 8,6 тис. осіб нараховували носії мови східна нгада.

## Мова
Говорять мовою нгада, яка належить до сумба-флореської групи центрально-східної гілки малайсько-полінезійських мов. В складі цієї групи окреме місце займають споріднені центрально-флореські мови (підгрупа нгада-ліо), якими розмовляють народи ронга, маунг, нгада, наге, кео, палуе, енде, ліо. Кожна з цих мов поділяється на діалекти, зокрема, в складі мови нгада виділяють діалекти нгада-бава, сусу, нару, комбос, інеріє, ланга, мангунлева, вонго, соа. Наявність численних діалектів пов'язують із характером природного середовища Флоресу та моделлю розташування поселень, що існувала в минулому. Мала місце певна ізоляція громад, які жили окремо й не часто спілкувалися із сусідами. В результаті кожна група розвинула відмінні культурні риси, серед яких і мова або діалект.
Поширена також індонезійська мова.

## Релігія

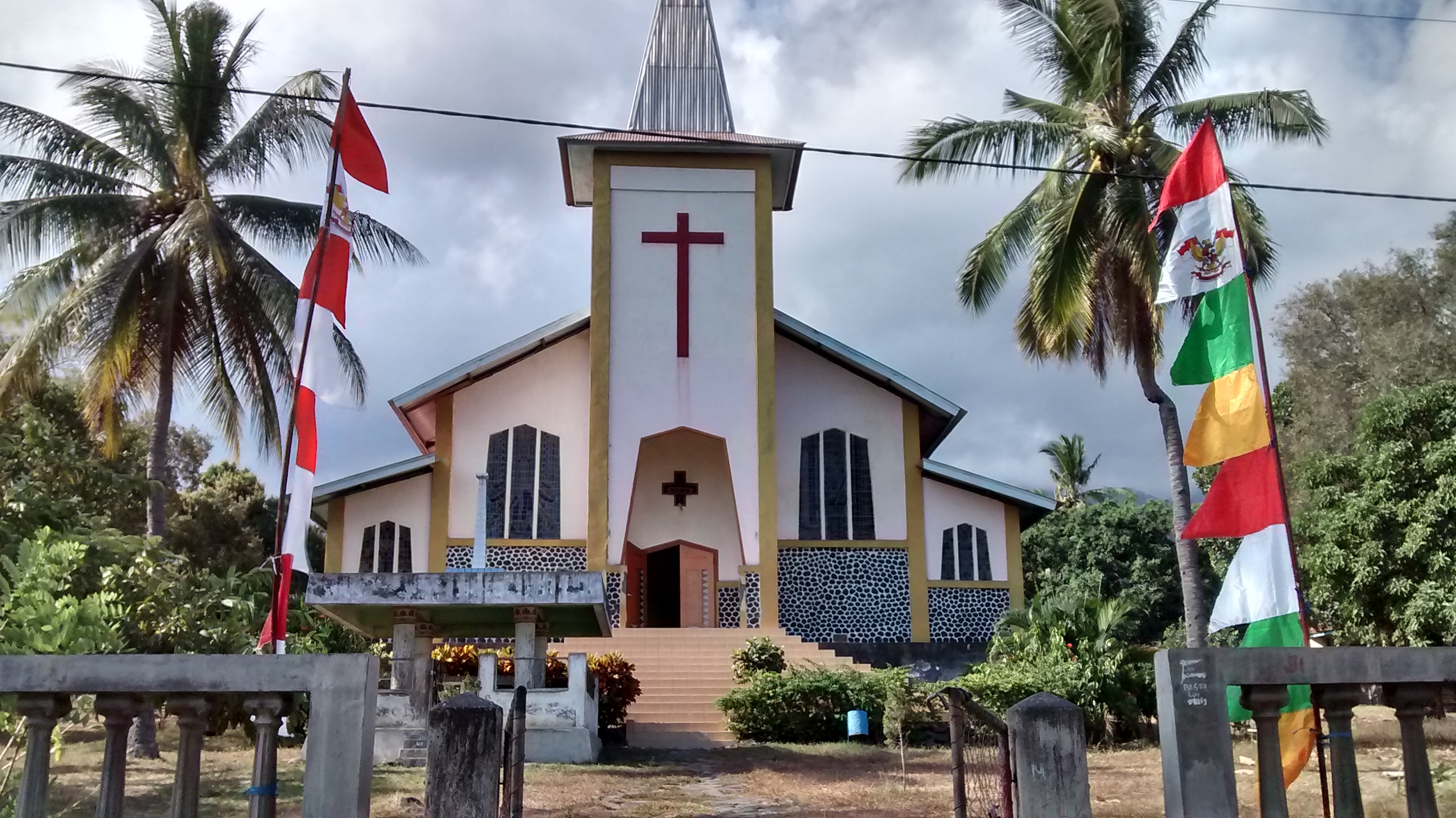
Християнська церква в окрузі Нгада.

95,5 % нгада дотримується християнства (католики), решта 4,5 % — мусульмани-суніти.
У минулому нгада визнавали верховного бога Дева та його жіноче втілення Ніту. В підпорядкуванні Дева було багато інших божеств, які мали владу над морями, горами, річками, деревами, скелями тощо. Залишки традиційних вірувань і зараз зберігаються в гірських районах. Люди продовжують вірити в існування надприродних сил, в наявність душі в тварин, рослин та різних природних об'єктів. Також вірять у духів предків, духів добра та зла. Відповідно до старої системи вірувань, нгада проводять багато церемоній як вияв вдячності богам і предкам, які дали їм життя. Традиційні ритуали проводять перед вирубкою лісу, посадкою рослин, збиранням врожаю, з нагоди закінчення жнив, перенесення села, для вирішення земельних суперечок; також існують обряди життєвого циклу. Крім іншого, традиційні церемонії сприяють зміцненню почуття соціальної солідарності між людьми.

## Історія
Нгада вважаються потомками корінного населення острова Флорес, хоча, за місцевими переказами, їхні предки прийшли з острова Ява. Прибережні групи зазнали впливу з боку малайців, бугів, макасарів. В центральній частині острова Флорес існувала низка дрібних незалежних держав: Ріунг, Нгада, Наге-Кео.
У XVI ст. португальські католицькі місіонери розпочали навернення населення острова на християнство. У другій половині XIX ст. Флорес увійшов до складу нідерландських володінь в Ост-Індії. В 1920-і роки посилилась діяльність християнських місіонерів. 1958 року в складі вже незалежної Індонезії було утворено провінцію Східна Нуса-Тенгара, регіон Нгада став одним з її округів.

## Господарство
Основне заняття — землеробство. Землі в окрузі Нгада вважаються родючими. Вирощують вологий та суходільний рис, кукурудзу, просо, а також бульби, бобові, гарбузи, арахіс, овочі, перець та інші прянощі. Тримають буйволів, корів, коней, свиней, свійську птицю. Худоба в місцевому суспільстві має соціальний аспект. Вона входить до посагу за наречену, використовується як жертва при проведенні традиційних церемоній шанування предків. Володіння худобою визначає соціальний статус людини. Воно дозволяє власникові тварин проводити розкішні бенкети.
Місцеві «олігархи» влаштовують змагання, хто проведе наймасштабніший бенкет, підіймаючи цим власний престиж у суспільстві.

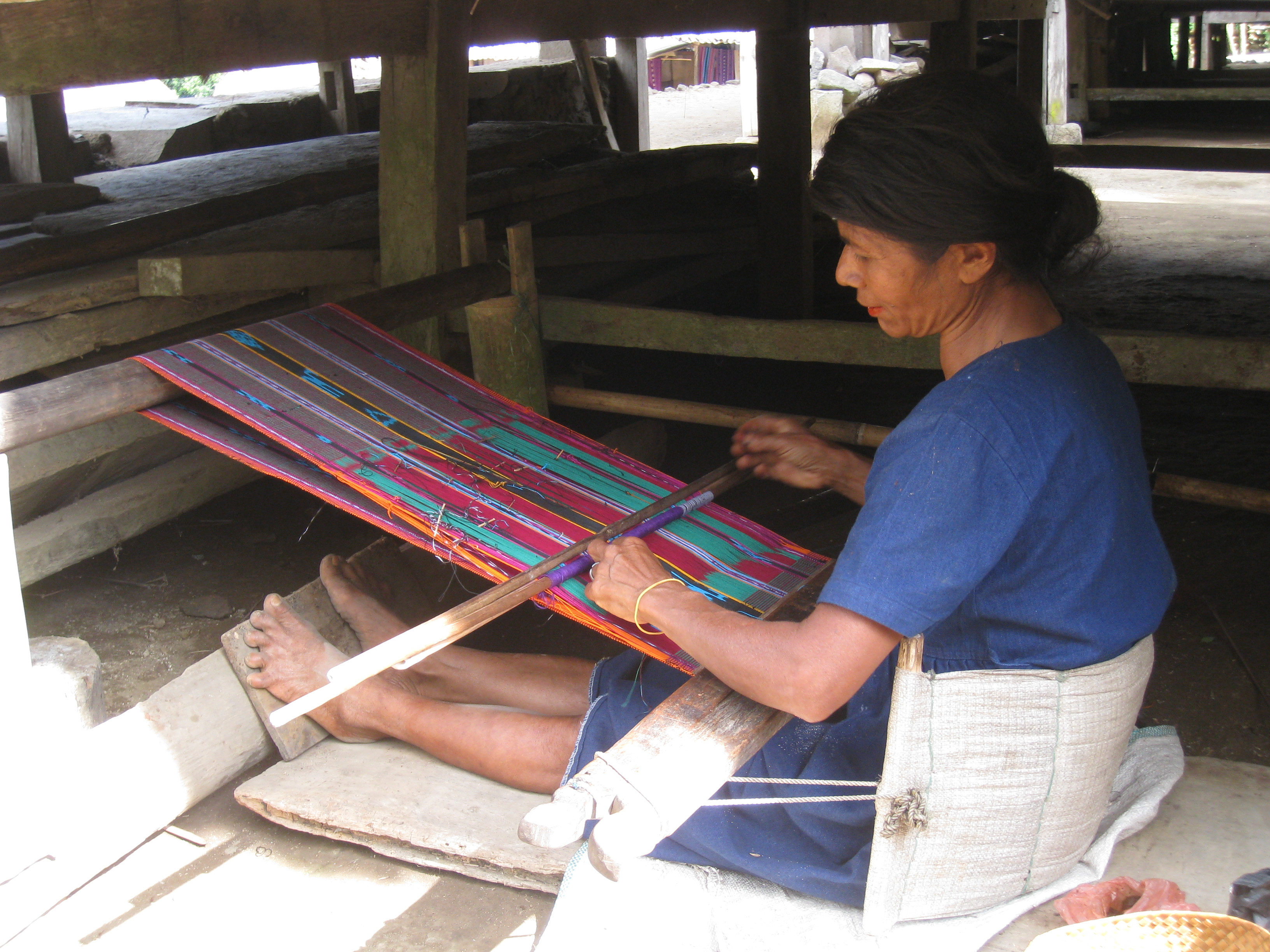
Сільська ткаля.

Допоміжну роль відіграють мисливство та збиральництво. Розвинене прибережне морське та річкове рибальство. Скрізь поширене плетіння, на обробці металів, ткацтві, гончарстві спеціалізуються окремі етнографічні групи. Традиційні контейнери (кошики тощо) та інші побутові предмети плетуть із пальмового листя або листя пандана. Вони використовуються для транспортування й зберігання рису та інших продуктів, у щільних контейнерах з бетелю та сегментів бамбука носять воду. Повсякденний одяг виготовляють із домотканого полотна. Традиційне ткацтво з його декоративними мотивами є одним із технологічних досягнень народу.

## Суспільство
Нгада поділяються на ендогамні роди (вое), що ведуть своє походження від спільного предка й пов'язані спільною територією проживання. В минулому така група мала як свій символ тотемну тварину, яка була у великій пошані. Жителі села об'єднується в сусідську громаду. Хати в селі згруповані за належністю до певного роду.
Родовід ведеться за чоловічою лінією. Цей принцип змушує людей мало спілкуватися зі своїми родичами за материнською лінією. Нуклеарна сім'я, що складається з батька, матері та їхніх неодружених дітей у нгада називається сао.
Кілька сао утворюють розширену патрилінійну сім'ю, яка називається сіпопалі. Кілька розширених сімей, пов'язаних за батьківською лінією, об'єднуються в невеликий клан під назвою ілібгоу. Члени ілібгоу часто збираються для проведення церемоній, пов'язаних із похоронами та вшануванням предків. Кілька ілібгоу, пов'язаних між собою генеалогічно-територіальною єдністю, складають великий клан вое на чолі з улу-вое. Кланова структура суспільства відходить у минуле.
Також у минулому в суспільстві нгада розрізняли 3 верстви населення: гаемезе, гаекіса та азіана. На верхівці соціальної ієрархії стояли гаемезе, які вважали себе шляхтою. Це були нащадки особи, яка першою зайняла певну територію або вважалася старшою в певному клані. Друга верства (гаекіса) — це звичайні люди (простолюдини): землероби, торговці, ремісники тощо. Верству азіана складали невільники, що складалися з військовополонених, людей, які не змогли повернути борг, осіб, засуджених за порушення звичаїв. Цей поділ відійшов у минуле, тепер статус людини визначається її освітою, статками тощо.
В суспільстві нгада дуже поважають батьків і взагалі старших та літніх людей. Люди, які не шанують своїх батьків, вважаються аморальними.

## Поселення

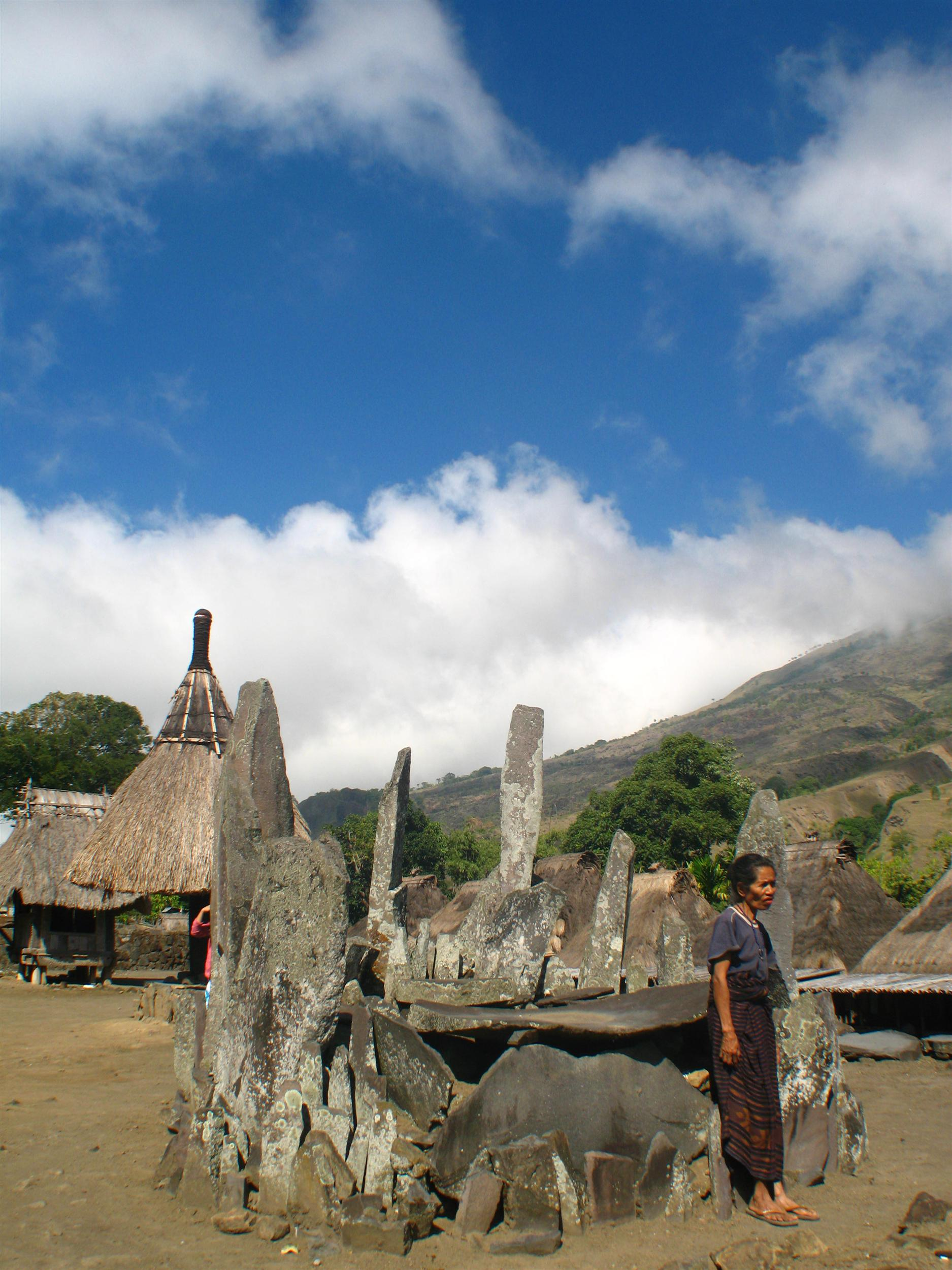
Мегаліти в селі нгада.

Села нгада (нуа) в більшості своїй мають лінійне планування, що є результатом зовнішніх впливів. У минулому нгада ставили свої села на вершинах пагорбів, що відповідало потребам оборони. Хати розташовувались по колу, а в центрі села знаходився майдан (терсе) з мегалітичними спорудами, пов'язаними з культом предків. У горах і досі збереглися такі села, часто вони оточені кам'яними стінами.
Села складаються із прямокутних у плані дерев'яних хат, їх ставлять на палях. Стіни ховаються під високим і стрімким дахом конусоподібної форми. У горах звичайними є великі довгі хати, на узбережжі люди живуть переважно в хатах невеликого розміру. При будівництві використовують матеріали, які беруть з навколишнього середовища. Стіни роблять з бамбука, сплітаючи його листям пандану або кокосової пальми. Дах криють пальмовим листям, вкладаючи його таким чином, щоб вода не потрапляла всередину. Підлогу викладають розщепленим бамбуком або дошками. З обох боків дверного отвору стоять різьблені стовпи, знизу — високий поріг; щоб увійти до хати потрібно високо підіймати ногу.
Хата зазвичай складається з двох частин. Перша (теда) відведена для чоловіків, тут вони сплять, спілкуються, в цій частині також проводять церемонії, приймають гостей. В другій частині (бхелі) знаходиться кухня та вогнище, біля якого збирається сім'я, також тут сплять жінки. Така структура в минулому була пов'язана з роллю чоловіків у підтримці безпеки, оскільки в будь-який час могла статися війна, а також із їхньою позицією осіб, відповідальних за проведення церемоній.

## Культурні традиції
Традиція нгада традиція передбачає, що земля належить їхнім предкам. Голова роду від імені предків є її розпорядником та охоронцем. Він розподіляє землі між розширеними сім'ями, а ті — між нуклеарними сім'ями, що входять до їхнього складу. Всередині клану зазвичай немає конкуренції щодо землі, але земельні суперечки виникають між кланами. За місцевою традицією такі суперечки вирішуються за допомогою змагального бенкету (бока-гое). В цьому змаганні два клани-суперники забивають худобу й намагаються пригостити якомога більше гостей. Бока-гое може тривати й місяць, і щодня приходять групи людей з інших сіл. Всіх частують їжею та пальмовим самогоном. Такий захід вимагає від членів клану величезних витрат, забивають велику кількість тварин. Переможцем вважається клан, чий бенкет триватиме довше та його відвідає більше людей. Бенкет бока-гое тепер сильно змінився, уряд вважає цю традицію марнотратством і забороняє її.
В минулому у нгада також існувала традиція при заснування села або переміщенні його на нове місце проводити величезний бенкет. Захід мав має бути максимально жвавим, щоб сторонні не бентежили жителів села. Його проведення вимагало багато коштів. Відомий випадок, коли при перенесенні села на нове місце забили 300 буйволів й ще більше свиней. Свій внесок робили всі члени клану, що проживали в селі.
Смерть нгада сприймають як велике горе. Люди дотримуються триденної жалоби за померлим, протягом цього періоду повсякденні справи припиняються, жінки покривають голову. Небіжчика ховають з одягом та припасами, які можуть знадобитися йому в потойбічному житті. Під час поховальної церемонії люди танцюють і співають, щоб небіжчик лишався серед мертвих і не повертався до живих у вигляді примари.